# Couloumé-Mondebat
 Couloumé-Mondebat  (en occitano Colomer e Mont Devath) es una población y comuna francesa, ubicada en la región de Mediodía-Pirineos, departamento de Gers, en el distrito de Mirande y cantón de Plaisance.

## Demografía
| 367 | 331 | 271 | 263 | 232 | 243 |
| Para los censos de 1962 a 1999 la población legal corresponde a la población sin duplicidades (Fuente: INSEE [Consultar]) |     |     |     |     |     |